# Kristel Werckx
Kristel Werckx (Heusden, 16 de diciembre de 1969) es una deportista belga que compitió en ciclismo en las modalidades de pista y ruta. Está casada con el ciclista Cédric Mathy.
Ganó dos medallas en el Campeonato Mundial de Ciclismo en Pista, plata en 1991 y bronce en 1990, ambas en la prueba de puntuación.

## Medallero internacional
| Campeonato Mundial | Campeonato Mundial   | Campeonato Mundial | Campeonato Mundial |
| Año                | Lugar                | Medalla            | Competición        |
| ------------------ | -------------------- | ------------------ | ------------------ |
| 1990               | Maebashi (Japón)     | Medalla de bronce  | Puntuación         |
| 1991               | Stuttgart (Alemania) | Medalla de plata   | Puntuación         |

## Palmarés

### Pista
| 1987 - Campeonato de Bélgica de Velocidad - 3.ª en el Campeonato de Bélgica en Omnium - 3.ª en el Campeonato de Bélgica de Persecución 1988 - Campeonato de Bélgica de Velocidad - Campeonato de Bélgica de Persecución - Campeonato de Bélgica en Omnium 1989 - Campeonato de Bélgica en Omnium 1990 - 3.ª en el Campeonato Mundial en Puntuación - Campeonato de Bélgica de Velocidad - Campeonato de Bélgica de Persecución 1991 - Campeonato de Bélgica de Velocidad - Campeonato de Bélgica de Persecución - Campeonato de Bélgica en Omnium - 2.ª en el Campeonato Mundial en Puntuación | 1992 - Campeonato de Bélgica de Persecución - Campeonato de Bélgica en Omnium - 2.ª en el Campeonato de Bélgica de Velocidad - 2.ª en el Campeonato de Bélgica de Puntuación 1993 - Campeonato de Bélgica de Velocidad - Campeonato de Bélgica de Puntuación 1994 - Campeonato de Bélgica de Persecución - Campeonato de Bélgica en Omnium - Campeonato de Bélgica de Puntuación - 2.ª en el Campeonato de Bélgica de Velocidad |

### Ruta
1988
- 2.ª en el Campeonato de Bélgica de Ciclismo en Ruta

1990
- 3.ª en el Campeonato de Bélgica de Ciclismo en Ruta

1991
- Campeonato de Bélgica de Ciclismo en Ruta
- 1 etapa del Tour de l'Aude Femenino

1993
- Campeonato de Bélgica de Ciclismo en Ruta